# 科夫圖尼夫卡 (伊奇尼亞區)
50°48′33″N 32°37′56″E / 50.80917°N 32.63222°E
科夫圖尼夫卡（烏克蘭語：Ковтунівка），是烏克蘭北部的村莊，隸屬切爾尼希夫州的普里盧基區。該村始建於1600年，面積0.04平方公里，海拔高度153米，2001年人口87，人口密度每平方公里2,485.7人。